# آن‌طور که ما خندیدیم
آن‌طور که ما خندیدیم (انگلیسی: The Way We Laughed) فیلمی به کارگردانی جانی آملیو است که در سال ۱۹۹۸ منتشر شد.
این فیلم موفق شد جایزهٔ شیر طلایی جشنواره فیلم ونیز را از آنِ خود کند.